# 披肩鰧
披肩鰧（学名：Ichthyoscopus lebeck）为輻鰭魚綱顱形目瞻星魚科披肩鰧属的鱼类，俗名鱼滕。

## 分布
本魚分布于印度西太平洋區，包括印度尼西亚至日本南部以及中国南海、台湾海峡、东海南部等海域，属于近海底层鱼类。其常栖息于海底。该物种的模式产地在Tranquebar。

## 特徵
本魚頭大，體延長，前端平扁。背鰭1枚，具呼吸瓣，體呈黃橙色，體側上部具有甚多的白色斑點。軀體急遽收縮，幾成三角形，口垂直上位，下頷突出，口裂最大。背鰭軟條17至20枚，臀鰭軟條16至17枚，體長可達60公分。

## 生態
本魚多半棲息在海底岩石或石礫較多的海域，屬肉食性，以口腔的皮瓣引誘和補食其他小魚及底棲性生物。

## 經濟利用
可食用，味道平平。